# Never Give Up On You
Chansons représentant le Royaume-Uni au Concours Eurovision de la chanson
You're Not Alone
(2016) Storm
(2018)
Never Give Up On You (en français « Ne jamais t'abandonner ») est la chanson de Lucie Jones qui représentera le Royaume-Uni au Concours Eurovision de la chanson 2017 à Kiev, en Ukraine.
Le Royaume-Uni étant un membre du Big Five, il est directement qualifié pour la finale le 13 mai 2017.

## Sélection
La chanson a été choisie via l'émission de sélection Eurovision: You Decide le 27 janvier 2017 à Hammersmith, à Londres. Le résultat est déterminé par 50 % de télévote et 50 % de votes d'un jury.